# Hedwig Fichtmüller
Hedwig Fichtmüller (Wittingen, 1 d'octubre de 1894 - Garmisch-Partenkirchen, 3 de desembre de 1975) fou una mezzosoprano alemanya.
Va completar els seus estudis de cant a l'Acadèmia de Música de Viena i va començar a destacar el 1917, quan va ser contractada per la Bayerische Hofoper. Més endavant, va esdevenir una de les figures destacades de l'Òpera Estatal de Múnic, on va debutar en el paper d'Erda a Siegfried. La seva trajectòria artística es va allargar durant més de tres dècades, consolidant una forta connexió amb el públic muniquès fins al 1944. Va participar en diverses estrenes, com la de Don Gil von den grünen Hosen de Walter Braunfels (1924) a Múnic, Samuel Pepys d'Albert Coates (1929), Die geliebte Stimme de Jaromír Weinberger (1931) i Bettler Namenlos de Robert Heger (1932). Entre 1919 i 1944, també va actuar com a artista convidada en prestigiosos escenaris europeus, incloent-hi l'Òpera Estatal de Viena, La Scala el 1937 (com a Erda) i el Théâtre de la Monnaie de Brussel·les el 1939. La Temporada 1928-1929 va cantar al Gran Teatre del Liceu de Barcelona.
Fichtmüller va ser reconeguda per la profunditat i la bellesa del seu registre greu, així com per la seva habilitat vocal i expressiva. Entre 1946 i 1952, va ocupar el càrrec de cap de la companyia i directora de les funcions nocturnes a l'Òpera Estatal de Múnic. A més, va deixar una empremta important com a professora a l'Acadèmia de Música de Múnic, on va compartir els seus coneixements amb noves generacions de cantants.